# Peculiaricoccus elionurus
Peculiaricoccus elionurus är en insektsart som beskrevs av Granara de Willink 1999. Peculiaricoccus elionurus ingår i släktet Peculiaricoccus och familjen skålsköldlöss. Inga underarter finns listade i Catalogue of Life.